# 趙嘉仁
赵嘉仁（1999年1月6日—）出生於黑龙江哈尔滨，效力于CBA浙江广厦猛狮篮球俱乐部。他也是中国三人篮球国家队队员。2022年，跟随广厦获得CBA亚军。

## 外部連結
- 赵嘉仁在fiba.basketball（英语）
- 赵嘉仁在fiba3x3.com（英语）
- 赵嘉仁在中国男子篮球职业联赛官網
- 赵嘉仁在Basketball-Reference.com（國際）（英语）
- 赵嘉仁在Eurobasket.com（球員）（英语）
- 赵嘉仁在Proballers（英语）
- 赵嘉仁在RealGM（英语）
- 赵嘉仁在中国篮球数据库
- 赵嘉仁在Olympics.com（英语）
- 赵嘉仁在Flashscore（英语）